# Sierre-Zinal
La course Sierre-Zinal est une course de montagne suisse de 31 kilomètres se déroulant dans les Alpes valaisannes et reliant la ville de Sierre au village de Zinal par le versant est du val d'Anniviers.
Elle est organisée annuellement le deuxième samedi d'août. Sierre-Zinal est aussi appelée « la course des cinq 4 000 » du nom des cinq montagnes culminant à plus de 4 000 m, visibles du parcours de la course : Weisshorn (4 506 m), Zinalrothorn (4 221 m), Ober Gabelhorn (4 063 m), Cervin (4 478 m) et Dent Blanche (4 357 m). La première édition de cette course de montagne s'est déroulée en 1974.

## Histoire
Au début des années 1970, les courses de montagne sont encore relativement rares en Suisse. Plutôt que de s'inspirer de ce qui existe déjà, Jean-Claude Pont décide de créer sa propre course en suivant ses idées novatrices. Il trace un parcours particulièrement long de 31 km qui relie la ville de Sierre au village de Zinal en traversant le val d'Anniviers. La course est également ouverte à toutes et tous. Ainsi les femmes courent sur le même parcours que les hommes et les sportifs populaires sont invités à participer dans la catégorie « Touristes ». Malgré le scepticisme des autorités locales, la première édition est un succès. 422 coureurs rallient la ligne d'arrivée. Le fondeur Edi Hauser remporte la victoire devant le favori désigné, le champion olympique Gaston Roelants.
À la suite du succès de cette première édition, Jean-Claude Pont est contacté par Noël Tamini, fondateur du magazine Spiridon, qui souhaite promouvoir la discipline de course en montagne. Les deux hommes créent la Coupe internationale de la montagne (CIME) dont la première édition a lieu en 1975. La course Sierre-Zinal est inscrite au calendrier de la compétition. Elle est avec la course Sierre-Montana, la seule course classée en catégorie A, confirmant d'emblée son caractère international,. En 1979, la CIME introduit une nouvelle catégorie d'épreuve baptisée « Super ». Elle est réservée aux courses présentant des difficultés comme un long parcours ou un fort dénivelé. Sierre-Zinal est choisie comme l'une des trois épreuves inaugurales « Super ».
En 2002, les conditions météorologiques sont particulièrement mauvaises. Des températures très froides et de la neige sur le haut du parcours forcent les organisateurs à raccourcir la course jusqu'à Chandolin la veille du départ. Cette édition se retrouve également au calendrier de la saison inaugurale de la Skyrunner World Series. La course est ensuite présente au calendrier de façon irrégulière.
Vainqueur sur l'édition raccourcie de 2002, le multiple champion du monde Jonathan Wyatt s'impose à nouveau l'année suivante sur le parcours complet en signant le temps de référence absolu de 2 h 29 min 12 s.
L'édition 2004 accueille la première édition du Challenge mondial de course en montagne longue distance. Le Mexicain Ricardo Mejía et la Suissesse Angéline Joly sont les premiers titrés.
L'Écossaise Angela Mudge est la première femme à franchir la ligne d'arrivée sous la barre des 3 heures en 2001. Son record sera ensuite battu par la Suissesse Angéline Joly puis par la Tchèque Anna Pichrtová qui détient depuis 2008 le record féminin en 2 h 54 min 26 s.
En 2017, l'Érythréen Petro Mamu termine quatrième. Il perd cependant cette place à la suite de sa suspension pour dopage.
En 2018, la course rejoint les calendriers de la Coupe du monde de course en montagne ainsi que de la première saison de la Golden Trail World Series.

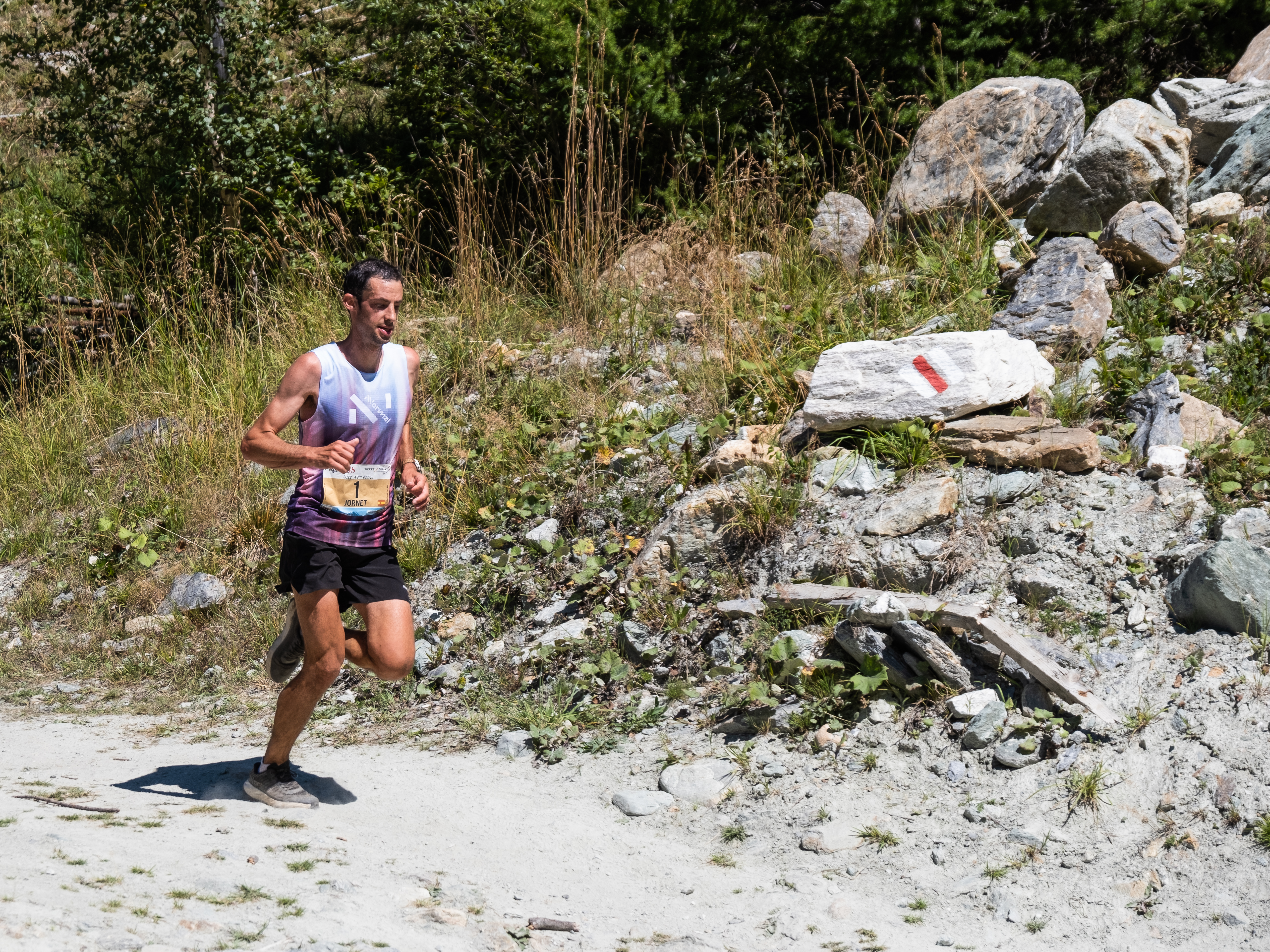
Kílian Jornet, le coureur le plus titré de Sierre-Zinal, lors de l'édition 2022.

Lors de l'édition 2019, Kílian Jornet et Maude Mathys remportent la victoire en établissant chacun un nouveau record du parcours.
Initialement prévue le 9 août, l'édition 2020 est dans un premier temps reportée au 13 septembre en raison de la pandémie de Covid-19. Les mesures sanitaires liées à la pandémie rendent cependant compliqué la tenue de la course sous sa forme traditionnelle. Les organisateurs décident alors de mettre en place un format spécial sur un mois, du 17 août au 18 septembre, avec un départ à la carte pour les inscrits et sur un parcours légèrement modifié. Les coureurs élites prennent le départ le dernier jour de la compétition. Les tenant du titre Kílian Jornet et Maude Mathys s'imposent à nouveau. L'orienteur français Frédéric Tranchand crée la surprise avec un temps canon effectué le 27 août qui lui vaut la deuxième place finale,.
En 2022, le vainqueur initial de la course Mark Kangogo est suspendu à la suite d'un contrôle positif à deux substances interdites par l'Agence mondiale antidopage. Sa première place revient ainsi à Andreu Blanes, qui avait alors terminé deuxième. Il devient le deuxième espagnol après Kílian Jornet à remporter l'épreuve,. Chez les femmes, la Kényane Esther Chesang est disqualifiée à son tour en mars 2023, sept mois après l'épreuve, pour avoir été suspendue provisoirement depuis le 11 mai 2022 ; les organisateurs de la course ne sont informés de cette suspension qu'en janvier 2023. C'est Maude Mathys qui remporte ainsi l'épreuve 2022. Kilian Jornet gagne une dixième fois la course en 2024, battant son propre record de l'épreuve.

## Organisation
Jean-Claude Pont, directeur de la course depuis sa création en 1974, cède sa place en 2014 à Tarcis Ançay, ancien vainqueur de la course. Mais celui-ci ne reste que six mois à la tête de l'organisation, cédant sa place à Vincent Theytaz au début de l'année 2015.

## Caractéristiques
- Distance : 31 kilomètres
- Dénivelé : 2 200 m de montée, 1 100 m de descente
- Départ : Sierre (570 mètres)
- Arrivée : Zinal (1 680 mètres)
- Point culminant : Nava (2 425 mètres)

Plusieurs départs sont donnés dans deux groupes différents : cinq départs pour les « touristes » selon leurs temps de course, le premier à 4 heures 45 du matin pour les dossards 4001 à 4595, le deuxième à 4 heures 55 pour les dossards 5001 à 5595, le troisième à 5 heures 05 pour les dossards 6001 à 6595, le quatrième à 5h 15 pour les dossards 7001 à 7595 et le dernier à 5 heures 25 pour les dossards 8001 à 8595 (il n'y a pas de classement dans la catégorie touristes) ; trois départs pour les « coureurs » selon leurs temps de course, le premier à 10 heures 00 pour les dossards 1001 à 1565, le deuxième à 10h05 pour les dossards 2001 à 2565 et le troisième à 10 heures 10 pour les dossards 3001 à 3565 (avec classement et diverses catégories selon l'âge et le sexe). Tous les participants doivent être arrivés à Zinal avant 16 h s'ils veulent que leur temps soit comptabilisé.
Après un départ au pied de la route du val d'Anniviers, les participants s'engagent dans une montée abrupte jusqu'au pâturage de Ponchette (1 870 m) : huit kilomètres de distance, mais 1 300 mètres de dénivelé, ce qui correspond à 34 % de l'effort total à fournir. S'ensuit une nouvelle montée moins raide avec une portion roulante et même une courte descente jusqu'à Chandolin (2 000 m). Le chemin continue ensuite en pente très irrégulière pendant une dizaine de kilomètres jusqu'à Nava (2 425 m), point culminant de la course, en passant par Tignousaz (2 180 m) et l'hôtel Weisshorn (2 337 m). La portion entre l'hôtel Weisshorn au km 19,8 et Nava au km 22,5 permet de voir devant soi les cinq sommets à plus de 4 000 m d'altitude. S'ensuit un long « faux-plat » descendant avec quelques portions rocailleuses et en passant par Barneuza (2 210 m) où se tient le dernier ravitaillement. Finalement, les trois derniers kilomètres sont une descente pentue et technique à travers la forêt et les pâturages, éprouvante pour les genoux déjà fatigués, avant l'entrée dans le village de Zinal (1 680 m) où une fête populaire anime la proclamation des résultats et la remise des prix.

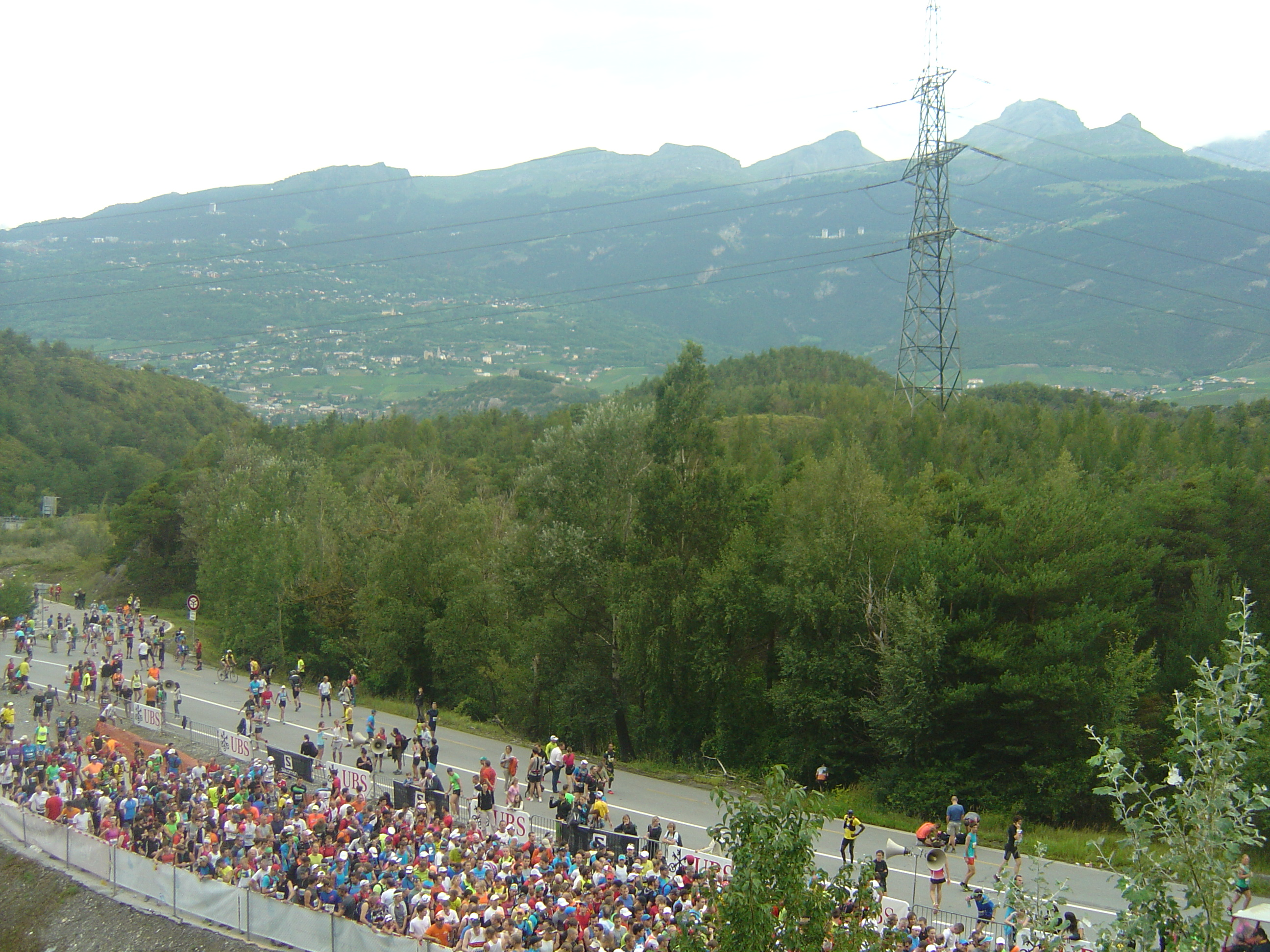
Coureurs à quelques minutes du départ.
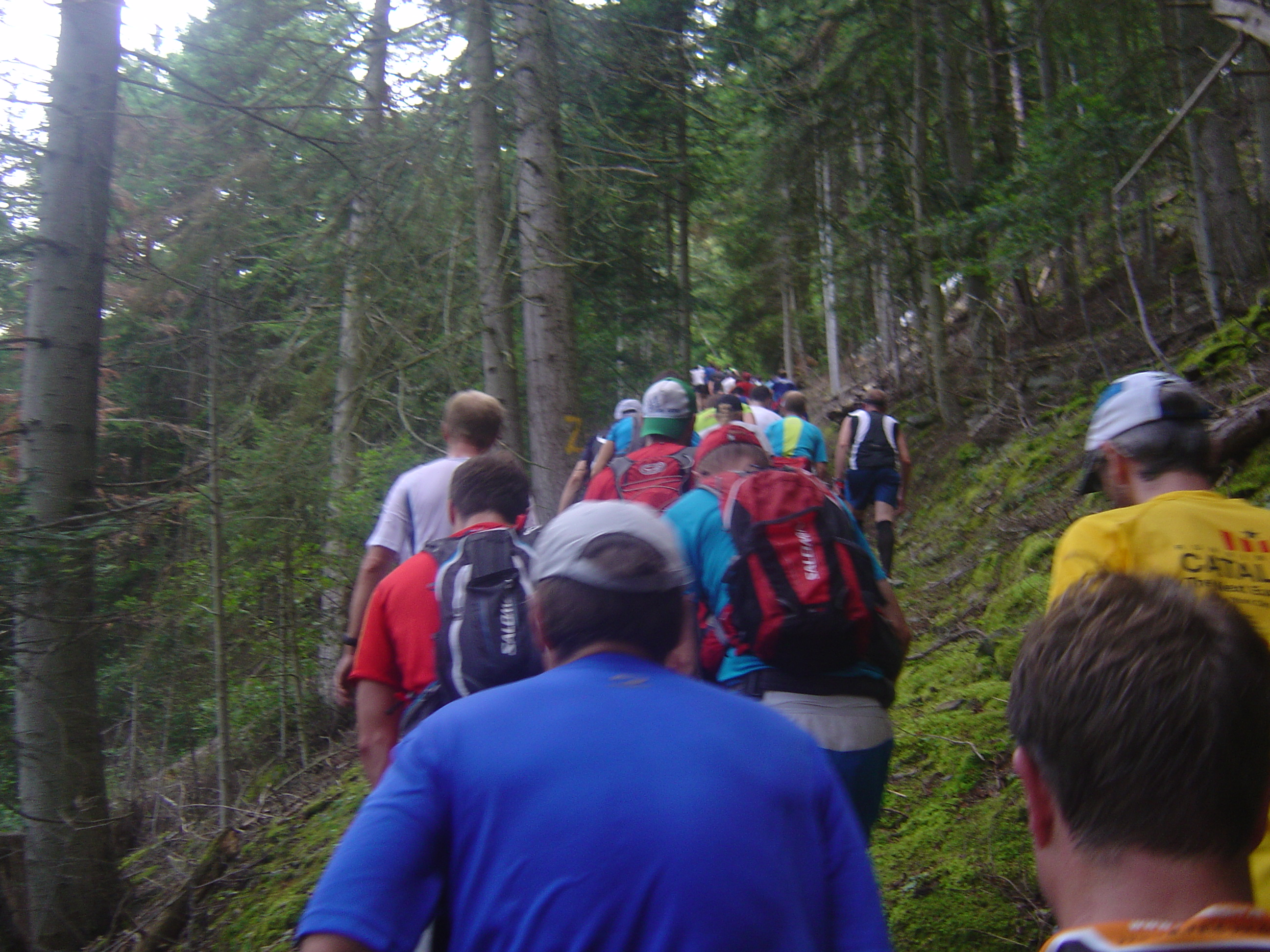
Montée sèche dans les premiers km.
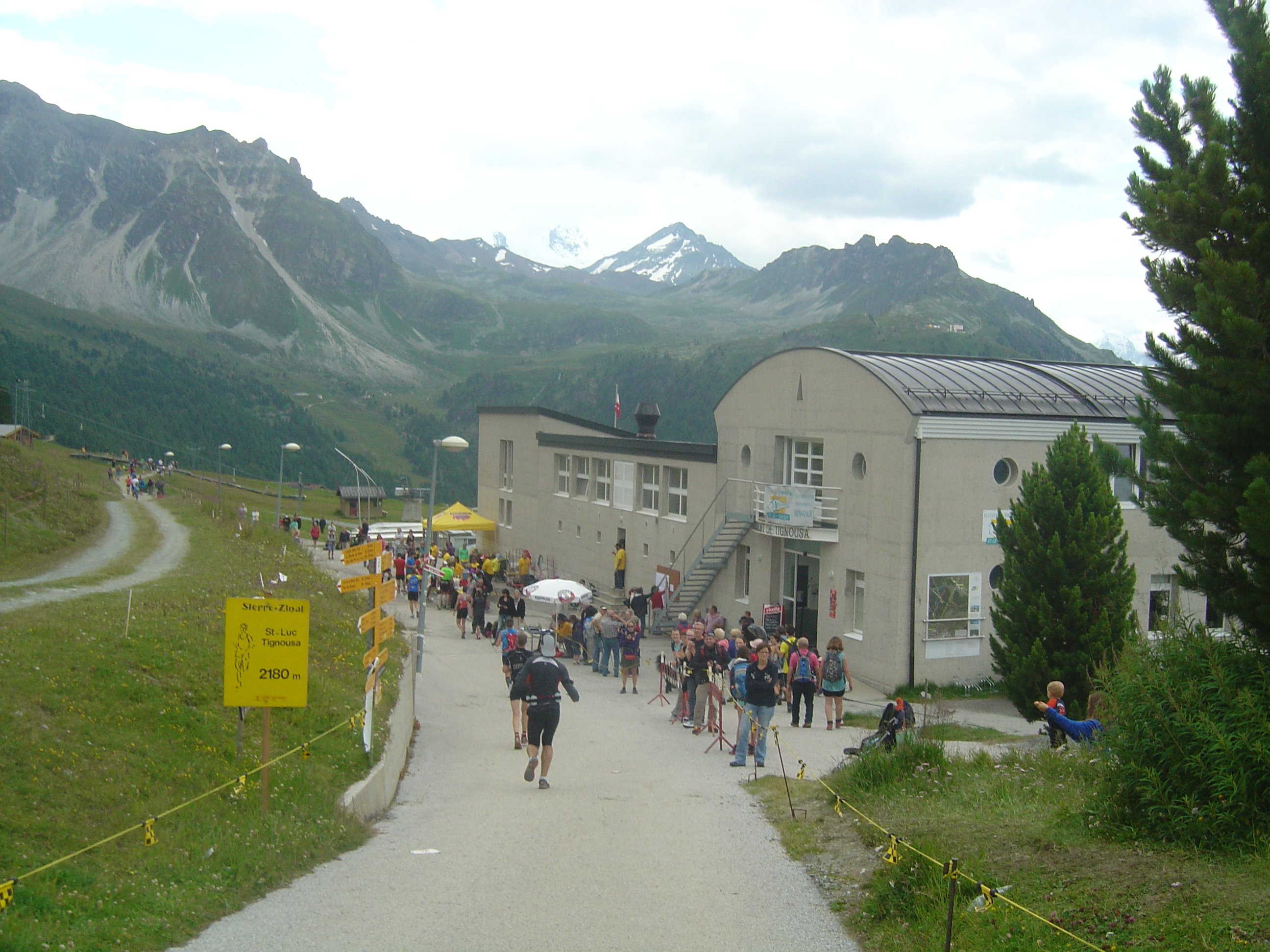
Ravitaillement de Tignousa.
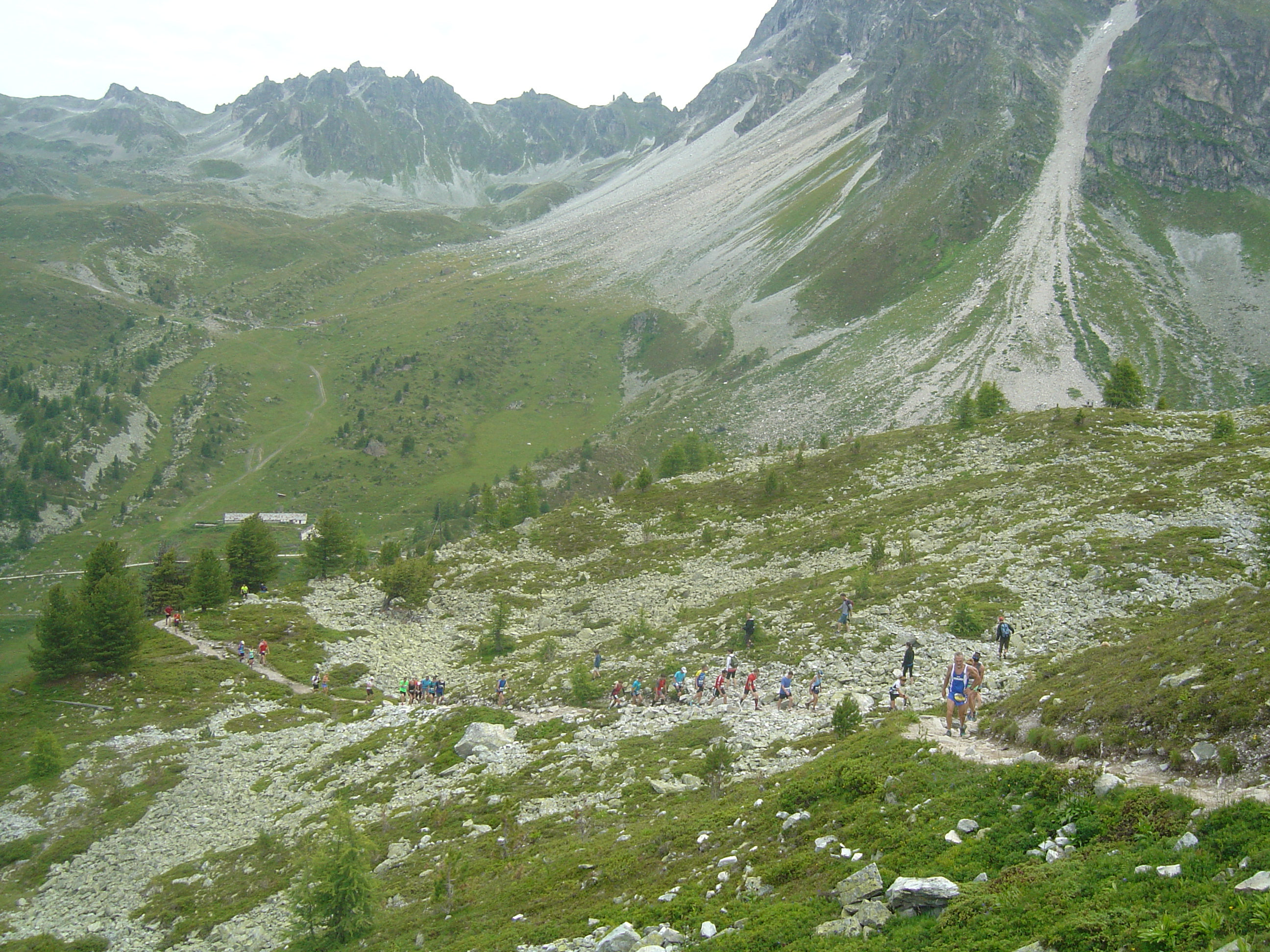
Entre Tignousa et l'hôtel Weisshorn.
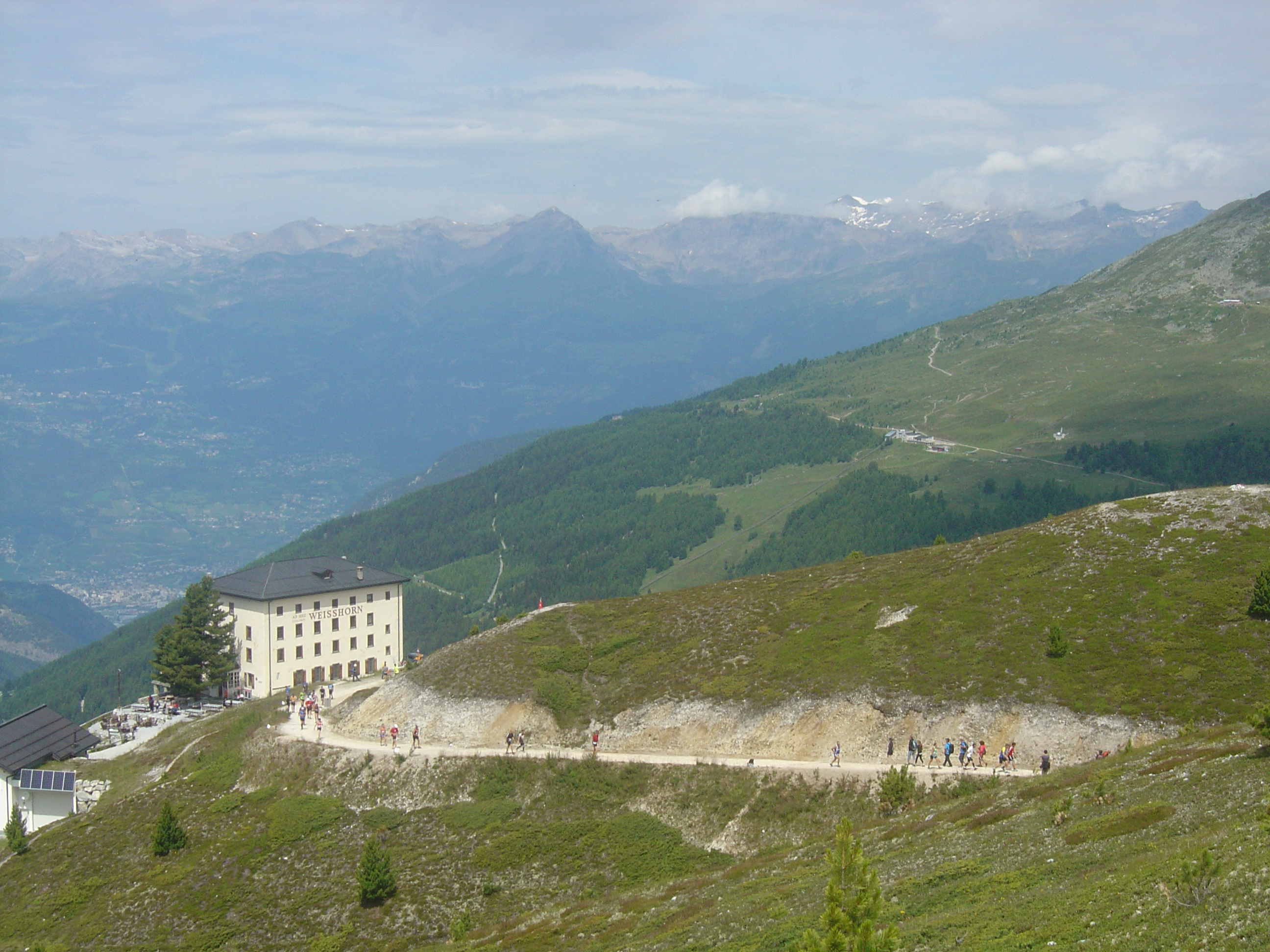
L'hôtel Weisshorn, haut lieu de la course.
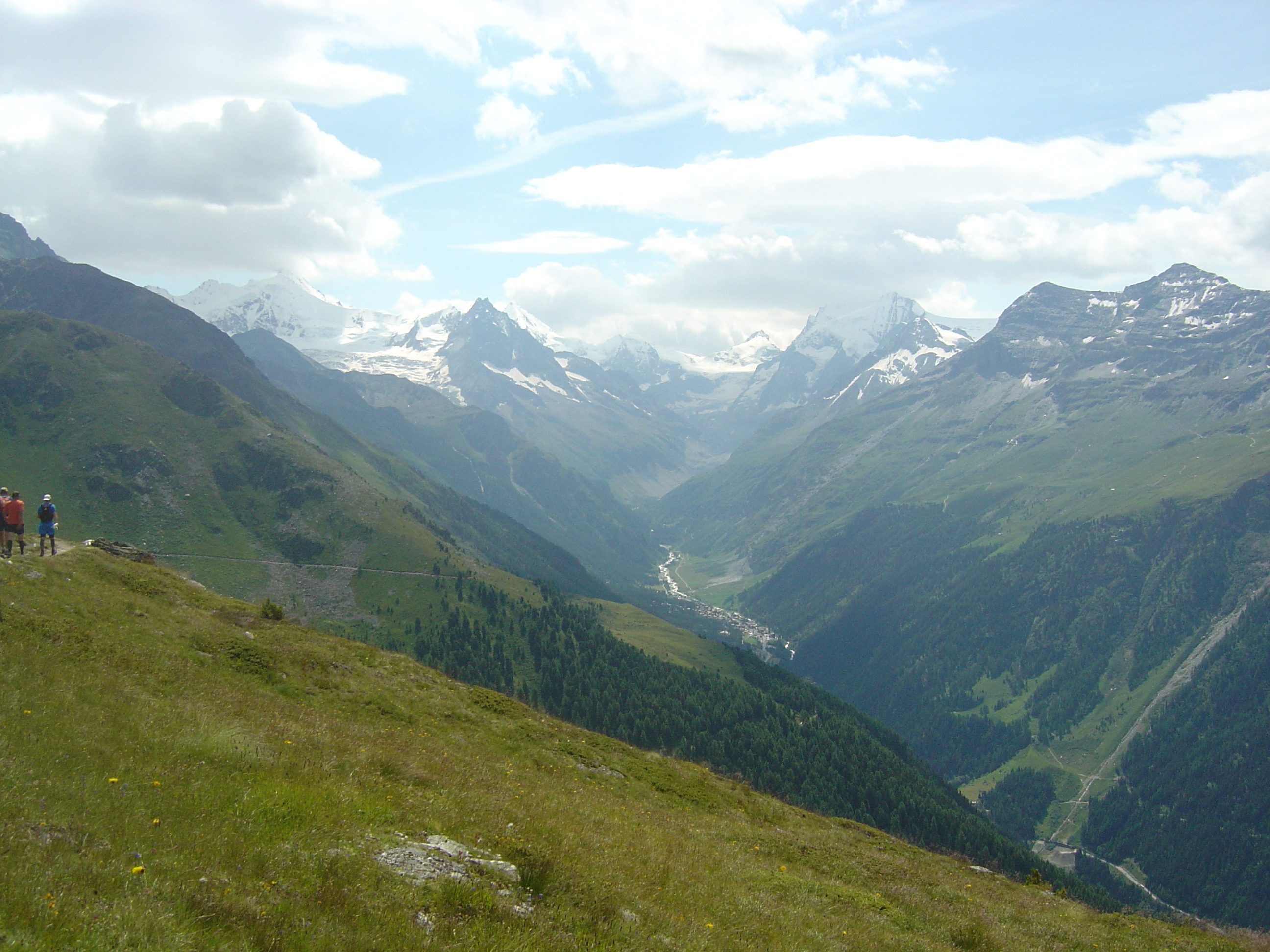
Panorama sur des sommets à plus de 4 000 m d'altitude et Zinal plus bas.
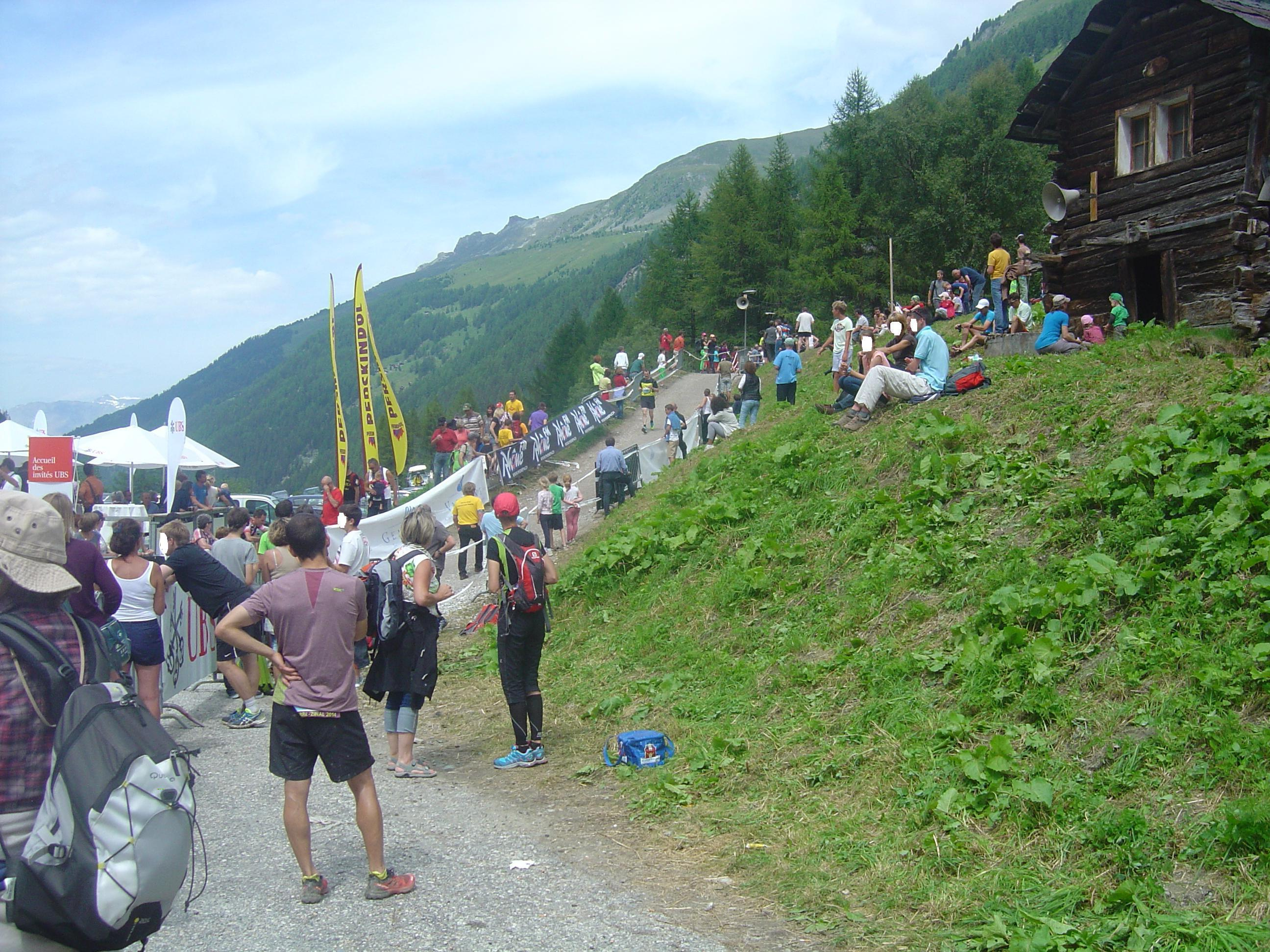
Arrivée à Zinal.

## Palmarès
| Édition | Date | Hommes | Hommes                                | Hommes          | Femmes | Femmes                                    | Femmes          | Commentaire                                                                    | Réf.   |
|         |      | Rang   | Gagnant                               | Temps           | Rang   | Gagnante                                  | Temps           |                                                                                |        |
| ------- | ---- | ------ | ------------------------------------- | --------------- | ------ | ----------------------------------------- | --------------- | ------------------------------------------------------------------------------ | ------ |
| 1re     | 1974 | 1er    | Edi Hauser                            | 2 h 38 min 14 s |        | Chantal Langlacé et Annick Loir           | 3 h 51 min 59 s |                                                                                | [ 28 ] |
| 2e      | 1975 | 1er    | Jeff Norman                           | 2 h 37 min 56 s |        | Annick Loir                               | 3 h 50 min 48 s |                                                                                | [ 29 ] |
| 3e      | 1976 | 1er    | Aldo Allegranza                       | 2 h 46 min 33 s |        | Annick Loir — 2e victoire                 | 3 h 26 min 35 s |                                                                                | [ 30 ] |
| 4e      | 1977 | 1er    | Chuck Smead                           | 2 h 41 min 18 s |        | Marijke Moser                             | 3 h 47 min 5 s  |                                                                                | [ 31 ] |
| 5e      | 1978 | 1er    | Stefan Solèr                          | 2 h 40 min 18 s |        | Marijke Moser — 2e victoire               | 3 h 48 min 0 s  |                                                                                | [ 32 ] |
| 6e      | 1979 | 1er    | Pablo Vigil                           | 2 h 33 min 49 s |        | Chantal Langlacé — 2e victoire            | 3 h 32 min 29 s |                                                                                | [ 33 ] |
| 7e      | 1980 | 1er    | Pablo Vigil — 2e victoire             | 2 h 35 min 9 s  |        | Eva Ljungström                            | 3 h 22 min 53 s |                                                                                | [ 34 ] |
| 8e      | 1981 | 1er    | Pablo Vigil — 3e victoire             | 2 h 35 min 46 s |        | Marie-Christine Subot                     | 3 h 19 min 41 s |                                                                                | [ 35 ] |
| 9e      | 1982 | 1er    | Pablo Vigil — 4e victoire             | 2 h 37 min 57 s |        | Véronique Billat                          | 3 h 19 min 44 s |                                                                                | [ 36 ] |
| 10e     | 1983 | 1er    | Aldo Allegranza — 2e victoire         | 2 h 36 min 35 s |        | Marie-Christine Subot — 2e victoire       | 3 h 29 min 44 s |                                                                                | [ 37 ] |
| 11e     | 1984 | 1er    | Fabrizio Valentini                    | 2 h 37 min 49 s |        | Véronique Marot                           | 3 h 12 min 8 s  |                                                                                | [ 38 ] |
| 12e     | 1985 | 1er    | Jack Maitland                         | 2 h 36 min 11 s |        | Véronique Marot — 2e victoire             | 3 h 6 min 55 s  |                                                                                | [ 39 ] |
| 13e     | 1986 | 1er    | Phil Makepiece                        | 2 h 35 min 4 s  |        | Annick Mérot                              | 3 h 28 min 5 s  |                                                                                |        |
| 14e     | 1987 | 1er    | Beat Imhof                            | 2 h 36 min 17 s |        | Véronique Marot — 3e victoire             | 3 h 1 min 57 s  |                                                                                |        |
| 15e     | 1988 | 1er    | Pierre-André Gobet                    | 2 h 34 min 16 s |        | Sally Goldsmith                           | 3 h 4 min 37 s  |                                                                                |        |
| 16e     | 1989 | 1er    | Pierre-André Gobet — 2e victoire      | 2 h 32 min 15 s |        | Sally Goldsmith — 2e victoire             | 3 h 11 min 0 s  |                                                                                |        |
| 17e     | 1990 | 1er    | Jairo Correa                          | 2 h 34 min 5 s  |        | Marie-Christine Ducret                    | 3 h 12 min 49 s |                                                                                |        |
| 18e     | 1991 | 1er    | Francisco Sánchez Martínez            | 2 h 32 min 51 s |        | Marie-Christine Ducret — 2e victoire      | 3 h 10 min 59 s |                                                                                |        |
| 19e     | 1992 | 1er    | Jean-François Cuennet                 | 2 h 37 min 57 s |        | Odile Léveque                             | 3 h 22 min 55 s |                                                                                |        |
| 20e     | 1993 | 1er    | Jairo Correa — 2e victoire            | 2 h 32 min 44 s |        | Beverley Redfern                          | 3 h 11 min 31 s |                                                                                |        |
| 21e     | 1994 | 1er    | Jacinto López                         | 2 h 35 min 25 s |        | Brigitte Eustache                         | 3 h 24 min 29 s |                                                                                |        |
| 22e     | 1995 | 1er    | Jairo Correa — 3e victoire            | 2 h 34 min 21 s |        | Isabella Crettenand-Moretti               | 3 h 9 min 44 s  |                                                                                |        |
| 23e     | 1996 | 1er    | Tesfaye Eticha                        | 2 h 41 min 5 s  |        | Isabella Crettenand-Moretti — 2e victoire | 3 h 5 min 23 s  |                                                                                |        |
| 24e     | 1997 | 1er    | Martin Horacek                        | 2 h 39 min 53 s |        | Isabella Crettenand-Moretti — 3e victoire | 3 h 4 min 20 s  |                                                                                |        |
| 25e     | 1998 | 1er    | Ricardo Mejía                         | 2 h 34 min 56 s |        | Svetlana Netchaeva                        | 3 h 10 min 31 s |                                                                                |        |
| 26e     | 1999 | 1er    | Ricardo Mejía — 2e victoire           | 2 h 32 min 38 s | 44e    | Vera Soukhova                             | 3 h 10 min 57 s |                                                                                |        |
| 27e     | 2000 | 1er    | Billy Burns                           | 2 h 35 min 45 s | 34e    | Irina Poupaza                             | 3 h 5 min 12 s  |                                                                                |        |
| 28e     | 2001 | 1er    | Ricardo Mejía — 3e victoire           | 2 h 30 min 59 s | 25e    | Angela Mudge                              | 2 h 56 min 41 s |                                                                                |        |
| 29e     | 2002 | 1er    | Jonathan Wyatt                        | 1 h 7 min 17 s  | 101e   | Gudrun de Pay                             | 1 h 29 min 20 s | Parcours raccourci pour cause de neige. Arrivée à Chandolin.                   | [ 40 ] |
| 30e     | 2003 | 1er    | Jonathan Wyatt — 2e victoire          | 2 h 29 min 12 s | 44e    | Tsige Worku                               | 3 h 16 min 7 s  |                                                                                |        |
| 31e     | 2004 | 1er    | Ricardo Mejía — 4e victoire           | 2 h 34 min 35 s | 37e    | Angéline Joly                             | 3 h 9 min 22 s  |                                                                                |        |
| 32e     | 2005 | 1er    | Ricardo Mejía — 5e victoire           | 2 h 34 min 10 s | 19e    | Angéline Joly — 2e victoire               | 2 h 55 min 35 s |                                                                                |        |
| 33e     | 2006 | 1er    | Tarcis Ançay                          | 2 h 36 min 9 s  | 16e    | Anna Pichrtová                            | 2 h 58 min 42 s |                                                                                |        |
| 34e     | 2007 | 1er    | Jean-Christophe Dupont                | 2 h 41 min 44 s | 19e    | Anna Pichrtová — 2e victoire              | 2 h 55 min 19 s |                                                                                |        |
| 35e     | 2008 | 1er    | Marco De Gasperi                      | 2 h 30 min 50 s | 17e    | Anna Pichrtová — 3e victoire              | 2 h 54 min 26 s |                                                                                |        |
| 36e     | 2009 | 1er    | Kílian Jornet                         | 2 h 35 min 30 s | 20e    | Anna Pichrtová — 4e victoire              | 2 h 58 min 24 s |                                                                                |        |
| 37e     | 2010 | 1er    | Kílian Jornet — 2e victoire           | 2 h 37 min 27 s | 47e    | Megan Lund                                | 3 h 9 min 28 s  |                                                                                |        |
| 38e     | 2011 | 1er    | Marco De Gasperi — 2e victoire        | 2 h 30 min 18 s | 52e    | Oihana Kortazar                           | 3 h 11 min 25 s |                                                                                |        |
| 39e     | 2012 | 1er    | Marco De Gasperi — 3e victoire        | 2 h 31 min 36 s | 56e    | Aline Camboulives                         | 3 h 2 min 58 s  |                                                                                |        |
| 40e     | 2013 | 1er    | Marc Lauenstein                       | 2 h 32 min 14 s | 43e    | Elisa Desco                               | 2 h 58 min 33 s |                                                                                |        |
| 41e     | 2014 | 1er    | Kílian Jornet — 3e victoire           | 2 h 31 min 54 s | 69e    | Stevie Kremer                             | 3 h 3 min 12 s  |                                                                                |        |
| 42e     | 2015 | 1er    | Kílian Jornet — 4e victoire           | 2 h 33 min 14 s | 34e    | Lucy Wambui Murigi                        | 2 h 56 min 40 s |                                                                                |        |
| 43e     | 2016 | 1er    | Petro Mamu                            | 2 h 33 min 38 s | 37e    | Michelle Maier                            | 2 h 58 min 40 s |                                                                                |        |
| 44e     | 2017 | 1er    | Kílian Jornet — 5e victoire           | 2 h 33 min 5 s  | 53e    | Lucy Wambui Murigi — 2e victoire          | 2 h 58 min 39 s |                                                                                |        |
| 45e     | 2018 | 1er    | Kílian Jornet — 6e victoire           | 2 h 31 min 39 s | 65e    | Lucy Wambui Murigi — 3e victoire          | 2 h 57 min 54 s |                                                                                |        |
| 46e     | 2019 | 1er    | Kílian Jornet — 7e victoire           | 2 h 25 min 35 s | 51e    | Maude Mathys                              | 2 h 49 min 20 s |                                                                                | [ 15 ] |
| 47e     | 2020 | 1er    | Kílian Jornet — 8e victoire           | 2 h 33 min 15 s | 14e    | Maude Mathys — 2e victoire                | 2 h 48 min 48 s | Parcours modifié en raison de la pandémie de Covid-19.                         |        |
| 48e     | 2021 | 1er    | Kílian Jornet — 9e victoire           | 2 h 31 min 44 s | 26e    | Maude Mathys — 3e victoire                | 2 h 46 min 3 s  | Parcours modifié en raison de la pandémie de Covid-19.                         |        |
| 49e     | 2022 | 1er    | Andreu Blanes                         | 2 h 29 min 19 s | 58e    | Maude Mathys — 4e victoire                | 2 h 52 min 32 s | Après disqualification pour dopage des Kényans Mark Kangogo et Esther Chesang. | ,      |
| 50e     | 2023 | 1er    | Philemon Ombogo Kiriago               | 2 h 27 min 27 s | 51e    | Sophia Laukli                             | 2 h 53 min 17 s |                                                                                |        |
| 51e     | 2024 | 1er    | Kílian Jornet — 10e victoire          | 2 h 25 min 34 s | 53e    | Joyline Chepngeno                         | 2 h 54 min 6 s  |                                                                                |        |
| 52e     | 2025 | 1er    | Philemon Ombogo Kiriago — 2e victoire | 2 h 28 min 45 s | 53e    | Joyline Chepngeno — 2e victoire           | 2 h 54 min 49 s |                                                                                |        |

 Record de l'épreuve